# Vriesea punctulata
Vriesea punctulata är en gräsväxtart som beskrevs av Edmundo Pereira och I.A.Penna. Vriesea punctulata ingår i släktet Vriesea och familjen Bromeliaceae. Inga underarter finns listade i Catalogue of Life.